# Pomnik Martyrologii – Rozstrzelanych w Grębałowie
Pomnik Martyrologii – Rozstrzelanych w Grębałowie – pomnik znajdujący się w północnej części Krakowa, w Dzielnicy XVII Wzgórza Krzesławickie na osiedlu Na Wzgórzach przy ul. Kocmyrzowskiej.
W miejscu tym, w dniu 29 stycznia 1944 roku, Niemcy rozstrzelali 80 Polaków.
Egzekucja zakładników była odwetem za napad partyzantów na dwa pociągi niemieckie kursujące pomiędzy Krakowem a Miechowem oraz zabicie dwóch strażników kolejowych. Zwłoki ofiar pochowano w nieznanym miejscu, nie są znane także ich nazwiska. Na miejscu egzekucji pozostały kałuże krwi oraz szczątki ciał pomordowanych, które zebrał i pochował Antoni Grzesiak, dozorca fortu w Grębałowie. Miejsce to ogrodzono, usypano kopczyk oraz ustawiono krzyż.
W dziewiętnastą rocznicę, 29 stycznia 1963 roku, na miejscu zbrodni odsłonięto pomnik, który powstał z inicjatywy Koła ZBoWiD Huty im. Lenina, a ufundowała go załoga kombinatu.
Zaprojektowany został przez Jadwigę Horodyską, M. Grodzickiego, Z. Trzebiatowskiego. Wykonany z piaskowca monument przedstawia kobiecą postać w geście rozpaczy. Obok, na postumencie znajduje się tablica z inskrypcją:
PAMIĘCI

OSIEMDZIESIĘCIU PATRIOTÓW POLSKICH

ROZSTRZELANYCH W GRĘBAŁOWIE PRZEZ

FASZYSTÓW HITLEROWSKICH W DNIU

29 STYCZNIA 1944 ROKU

ZAŁOGA HUTY IM. LENINA